# Clément-Pierre Marillier

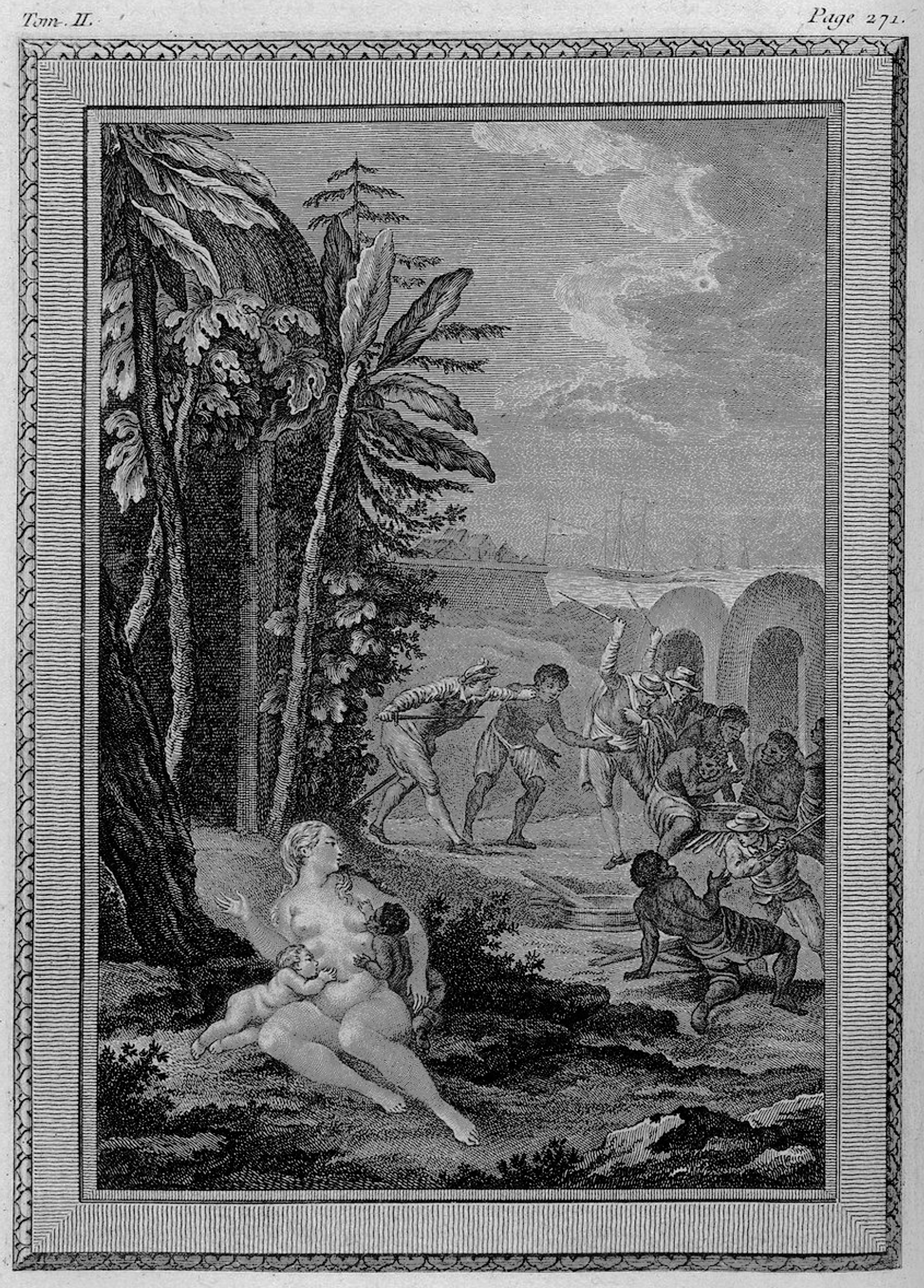
Illustration zur Histoire philosophique et politique des deux Indes (Die Geschichte beider Indien) von Guillaume Thomas Raynal (Bd. 2, S. 271, 1775)

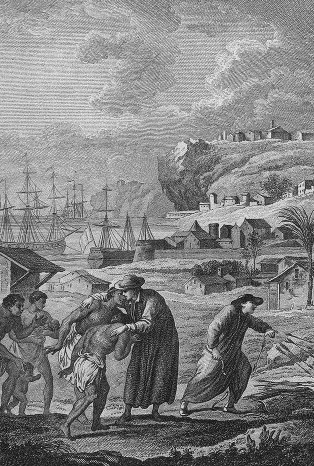
Quäker küssen Indianer in Pennsylvania

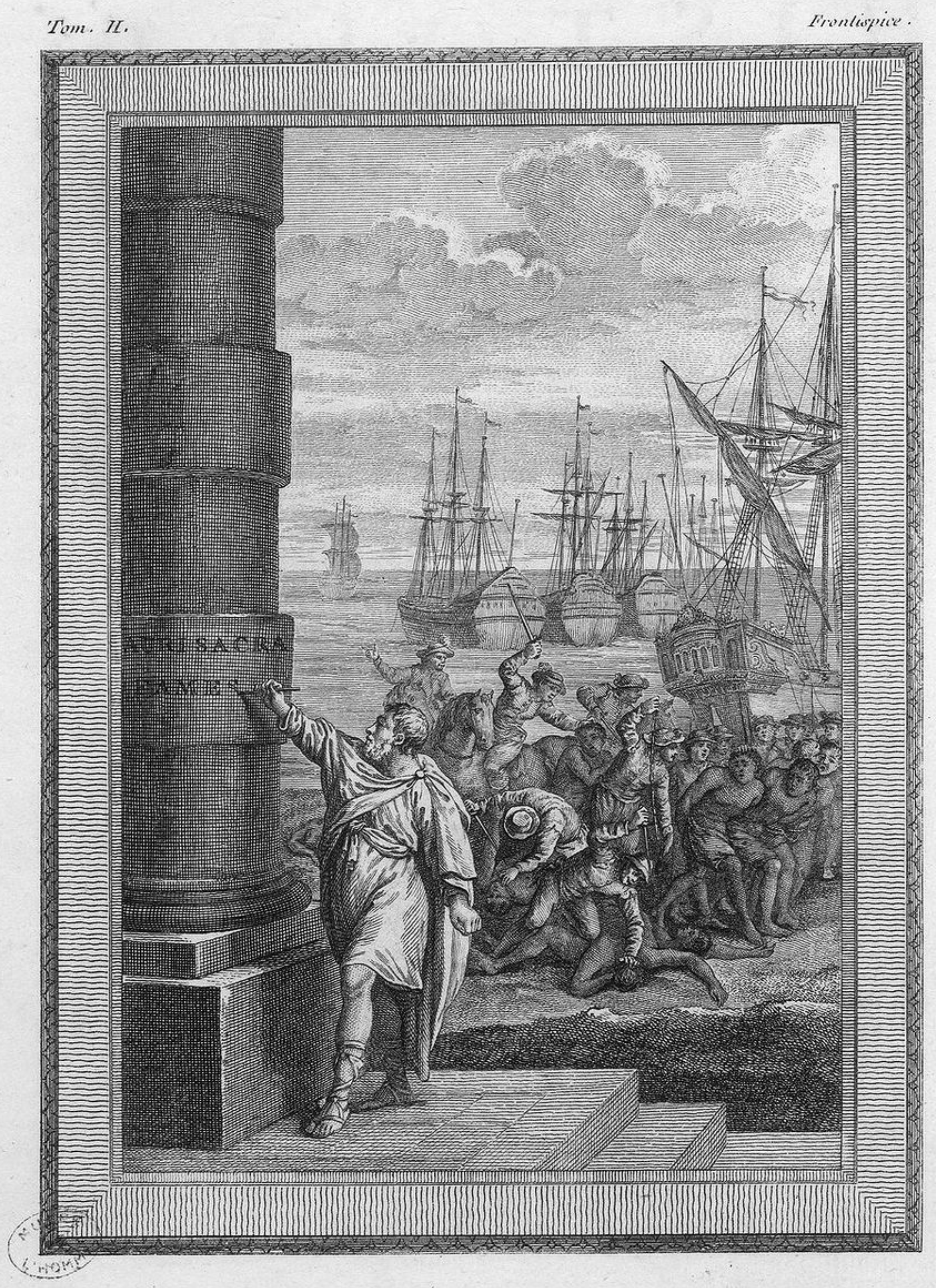
Auri sacra fames (Der verfluchte Hunger nach Gold)

Clément-Pierre Marillier (geb. 1740 in Dijon; gest. 1808 in Boissise-la-Bertrand) war ein französischer Illustrator.

## Leben und Werk
Clément-Pierre Marillier wurde in Dijon 1740 geboren und arbeitete später in der Rue Saint-Jacques in Paris. Der französische Zeichner und Kupferstecher war vor allem für seine Buchillustrationen bekannt und arbeitete in der zweiten Hälfte des 18. Jahrhunderts an Dutzenden von Editionen. Vielen ist er durch die 120 Zeichnungen, die er für das Cabinet des fées verfasste, im Gedächtnis, manchen für seine Illustrationen zum Hauptwerk des Abbé Raynal.
Dem Urteil des Kunstkritikers Baron Roger Portalis zufolge bestand eines von Marillier Talenten darin, „Figuren inmitten allegorischer Dekorationen anzuordnen und so geniale Bilder zu komponieren“.
Als sein Hauptwerk wurden im Cohen-Ricci seine Illustrationen zu den Fables nouvelles von Claude-Joseph Dorat betrachtet.

## Illustrationen
Eine ausführliche Übersicht zu seinen Illustrationen bietet der französischsprachige Artikel der Wikipedia.